# Leonurus cardiaca
A Leonurus cardiaca é uma planta da família Lamiaceae. Outros nomes dados pela linguagem popular são agripalma, cardíaca, orelha-de-leão e rabo-de-leão. Que também são nomes populares da Leonotis leonurus. Originária da Ásia Central ela é hoje encontrada mundialmente.